# Каминский, Юрий Михайлович
Юрий Михайлович Каминский (род. 6 августа 1961 года в г. Ефремов, Тульская область, СССР) — российский тренер по лыжным гонкам, заслуженный тренер России (2010).
Весной 2008 года назначен старшим тренером спринтерских сборных команд России по лыжным гонкам (мужчины и женщины). Сменил на этом посту заслуженного тренера СССР Николая Петровича Лопухова. Подготовил олимпийского чемпиона 2010 года, трехкратного Чемпиона мира 2013 и 2017 годов в спринте Никиту Крюкова, серебряного призёра  Олимпийских игр 2010 года Александра Панжинского и Чемпиона мира 2013 года в командном спринте Алексея Петухова. С октября 2011 года по декабрь 2012 года занимал пост главного тренера сборной России по лыжным гонкам. С 2018 года работает главным тренером сборной Казахстана по лыжным гонкам.С мая 2020 года является тренером мужской сборной России по биатлону.

## Спортивная биография
Начал заниматься лыжами ещё в школьные годы, стал призёром Тульской области в своём возрасте, потом поступил в Московский институт тонкой химической технологии. После окончания института распределился в НИХТИ (научно-исследовательский химико-технологический институт) в подмосковном Дзержинском, где живёт до сих пор. В лыжных гонках дошёл до уровня кандидата в мастера спорта.

## Каминский и Бабушкинская ДЮСШ
Поработав несколько лет в Кунцевской ДЮСШ г. Москвы, перешёл потом в Бабушкинскую ДЮСШ, где работал старшим тренером. Именно с должности старшего тренера обычной московской ДЮСШ был приглашён сразу на должность старшего тренера сборной команды России по спринту. По иронии судьбы место Каминского в Бабушкинской ДЮСШ занял Евгений Лопухов — сын Николая Петровича Лопухова, место которого в сборной команде России занял Юрий Каминский.

## Каминский и Крюков
Интересны взаимоотношения Никиты Крюкова и Юрия Михайловича Каминского. Оба этих человека представляют собой довольно редкий образец тандема «тренер-ученик», когда тренер берет 7-летнего мальчика и доводит до уровня олимпийского чемпиона. Работая 17 лет назад в дзержинской общеобразовательной школе № 4 учителем физкультуры, Юрий Каминский убедил директора школы провести эксперимент — вместо двух часов физкультуры в неделю сделать пять часов:

…Я взял группу детей 2-3 классов и начал с ними заниматься с учётом возрастной физиологии. Дело в том, что в определённые периоды созревания организма необходимо развивать определённые физические качества. Силу у детей развивать не имеет смысла, надо делать акцент на координацию, быстроту и ловкость, а чтобы развивать выносливость, достаточно бегать по 15 минут. Спустя год мы провели тестирование: я попросил учителей привести на урок 9 и 8 классы, и мои дети, будучи младше на пять-шесть лет, по выносливости и другим физическим показателям оказались лучше старшеклассников! Из этой экспериментальной группы у меня вышли  Никита Крюков, Аня Белова,  Женя Уфтиков, мастера спорта,  Максим Горшков, который попал в десятку сильнейших на первенстве Москвы среди юношей старшего возраста. Казалось бы, занимались всего человек 15… А из них выросли четыре человека, впоследствии ставшие одними из лидеров в Москве, а двое из них — попали в сборную страны!.. (Юрий Каминский: Не хочется раскачивать лодку — надо попытаться поднять парус и поймать попутный ветер.) Архивная копия от 23 февраля 2010 на Wayback Machine

## Награды
- Орден Дружбы (21 октября 2010 года) — за успешную подготовку спортсменов, добившихся высоких спортивных достижений на XXI Олимпийских зимних играх 2010 года в городе Ванкувере (Канада)[2]